# Воспитание (журнал)
«Воспита́ние» — журнал для родителей и наставников, выходивший ежемесячно с 1860 по 1863 год.

## История
Журнал издавался сначала в Санкт-Петербурге, с 1861 года — в Москве.
Издателем и редактором журнала первоначально был А. А. Чумиков, с 1863 года — Ф. Ф. Кейзер.
С 1857 по 1860 год носил название «Журнал для воспитания». С 1864 года — «Журнал для родителей и наставников».
В журнале сотрудничали Г. М. Веселовский, Н. А. Добролюбов, Н. Г. Помяловский, П. Г. Редкин, И. И. Паульсон, К. Д. Ушинский, Р. В. Орбинский и др.
С 1861 года журнал придерживался проправительственной точки зрения. Вполне удовлетворенный реформами в области народного образования, журнал приветствовал поворот к реакции и с шовинистических позиций выступал по поводу польского восстания 1863 года.
В последние годы основной отдел заполнялся исключительно переводными статьями иностранных педагогов (преимущественно немецких), а обсуждение русской педагогической системы сводилось к критике домашнего воспитания и шаблона в преподавании. Существование журнала в эти годы было возможно лишь благодаря обязательной подписке казенных учебных заведений ряда учебных округов.
Количество индивидуальных подписчиков неизменно уменьшалось (с 389 до 94 человек) и в 1863 издание прекратилось.